# Dijkerhoek (Rijssen-Holten)
Dijkerhoek (Nedersaksisch: Diekerhook) is een Sallandse buurtschap in de Nederlandse gemeente Rijssen-Holten aan de grens met gemeente Deventer. Het plaatsje ligt ongeveer 3,5 kilometer ten westen van Holten, iets ten noorden van de Holterweg/Deventerweg N344. De buurtschap telt 470 inwoners, waarvan er 160 in de kern Dijkerhoek zelf wonen en 310 verspreid eromheen.
Dijkerhoek heeft een eigen basisschool en een 'mini-kulturhus'. Het was de eerste kleine kern in Nederland die aansluiting kreeg op het glasvezelnetwerk.
In Dijkerhoek staat de korenmolen De Hegeman, die deze naam sinds 1983 draagt. De molen is genoemd naar de weduwe Klein Baltink-Hegeman, die 1890 vergunning kreeg om in Dijkerhoek een windmolen annex bakkerij te mogen bouwen. In 1888 werd nabij Dijkerhoek het station Dijkerhoek geopend aan de spoorlijn Deventer - Almelo. In 1933 werd dit station weer gesloten.
De Soestwetering heeft haar begin bij Dijkerhoek. Het is een eeuwenoude gegraven beek die door Salland naar Zwolle stroomt. Ze heeft een belangrijke functie voor de waterhuishouding van dit gebied.

## Trivia
De buurtschap haalde het Guinness Book of Records door de grootste pannenkoek van Nederland te bakken.

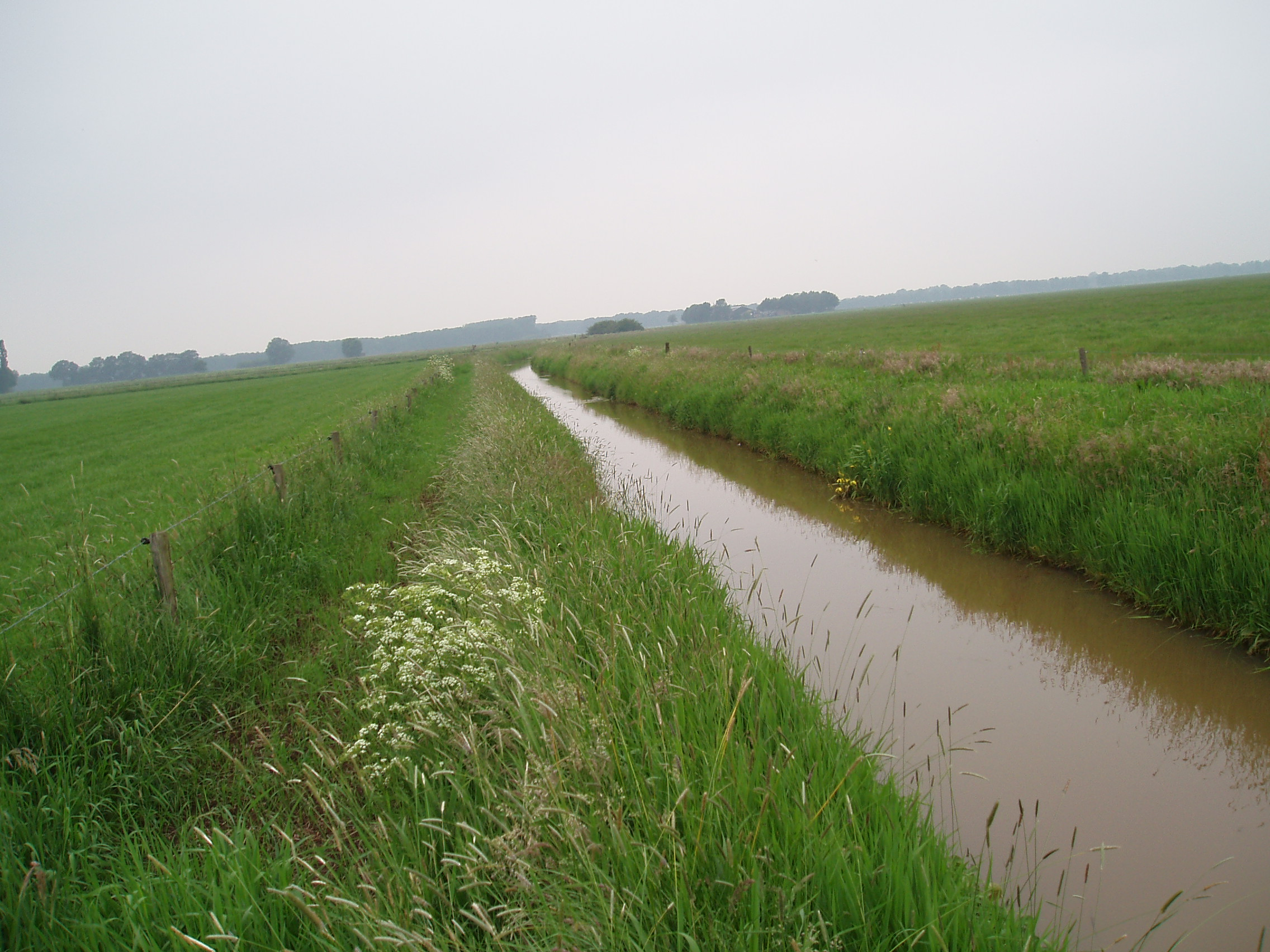
Begin Soestwetering

Stad: Rijssen      Dorp: Holten

Buurtschappen: Beuseberg · Borkeld · Dijkerhoek · Espelo · Holterbroek · Ligtenberg · Look · Neerdorp

Overijssel · Steden en dorpen in Overijssel      Nederland · Provincies · Gemeenten